# Fucus distichus

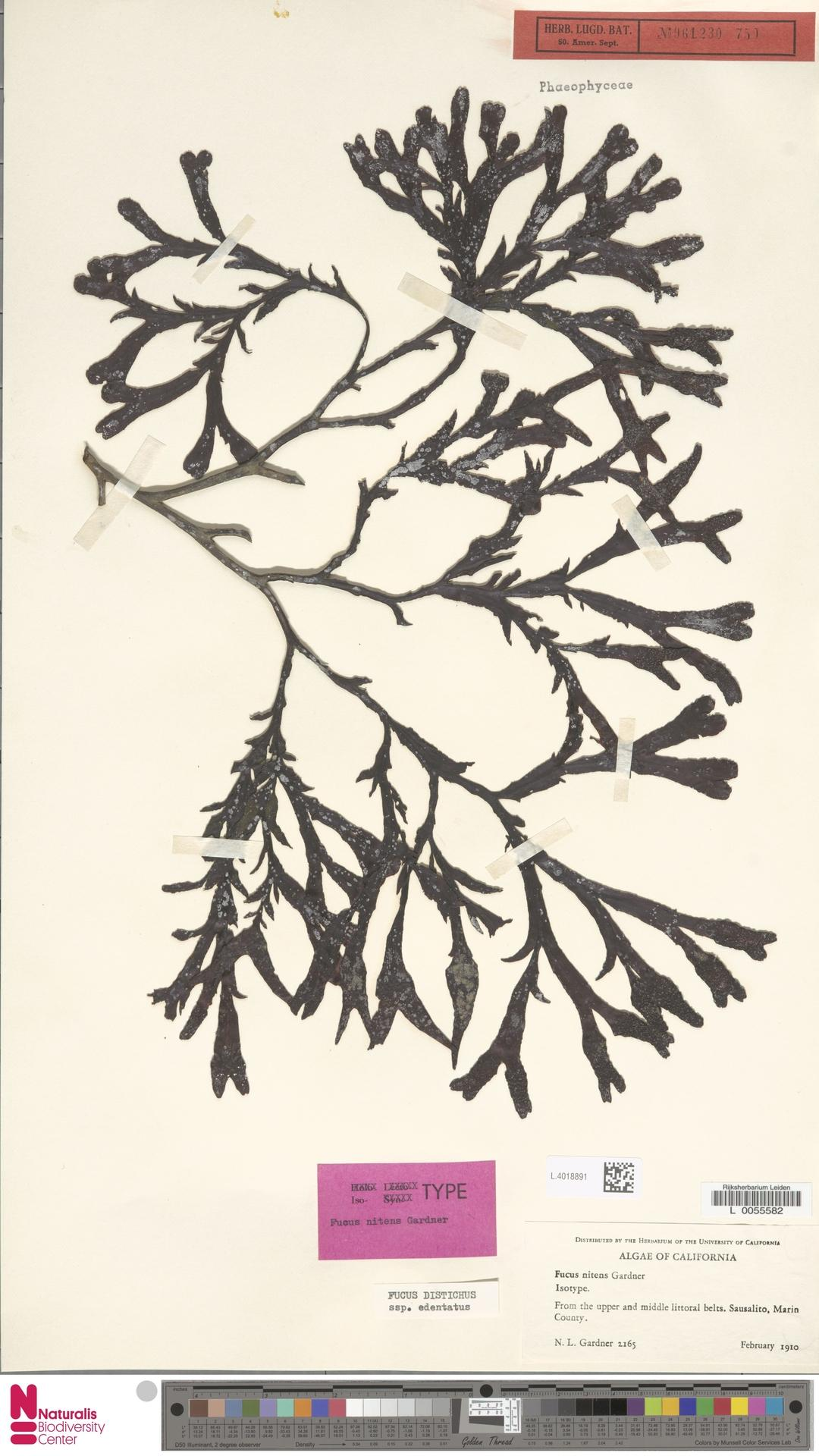
Fucus distichus L. subsp. edentatus (Bach.Pyl.) Powell, espécime isótipo (1910).

Fucus distichus é uma espécie de alga castanha (Phaeophyceae), que ocorre no litoral das costas do hemisfério norte dos oceanos Atlântico e Pacífico. Cresce até 10–30 cm de comprimento, com um curto estipe cilíndrico com ramificação dicótomica plana e com uma nervura central bem marcada.

## Descrição
Para as ilhas Britânicas estão descritas duas subespécies: (1) F. distichus subsp. edentatus, descrita pela primeira vez nas Shetland por Frederik Børgesen em 1903; e (2) F. distichus subsp. anceps, descrita por F. Powell na costa norte da Escócia, mas que também ocorre na costa norte e oeste da Irlanda.
No Oceano Pacífico a espécie ocorre desde o Alaska à Califórnia.
F. distichus é um organismo que se utiliza como modelo para estudar o desenvolvimento da polaridade celular, pois forma um zigoto apolar  que pode desenvolver polaridade em função de um número variável de gradientes.